# آل صينية الفرعة (مودية)

تعديل مصدري - تعديل

آل صينية الفرعة هي إحدى قرى عزلة مودية بمديرية مودية التابعة لمحافظة أبين، بلغ تعداد سكانها 301 نسمة حسب تعداد اليمن لعام 2004.